# باراسكيفي باباخريستو
باراسكيفي «فولا» باباخريستو (اليونانية:Παρασκευή (Βούλα) Παπαχρήστου؛ من مواليد 17 أبريل 1989) لاعبة قفز ثلاثي وقفز طويل يونانية فازت بميداليتين ذهبيتين في بطولة أوروبا لألعاب القوى تحت 23 سنة ومثلت اليونان في بطولة العالم لألعاب القوى 2011. تم إقصاؤها من الفريق اليوناني الممثل في الألعاب الأولمبية الصيفية 2012 من قبل اللجنة الأولمبية اليونانية بعد إبداء تعليق حساسة عبر موقع التواصل الأجتماعي تويتر في عام 2011. شاركت في دورة الألعاب الأولمبية الصيفية 2016 في ريو دي جانيرو ، حيث احتلت المركز الثامن.

## مسيرتها المهنية
ولدت باراسكيفي  في أثينا،  فاز باباخريستو بالميدالية البرونزية في بطولة العالم للناشئين لعام 2008. شاركت في بطولة أوروبا الأوروبية للعام 2009 وذهبت إلى جولة التصفيات بارتفاع 14.47 متر. ومع ذلك ، في المباراة النهائية ، أصيبت بجروح وفشلت في تسجيل قفزة صالحة. بعد حصولها على الميدالية البرونزية في ألعاب البحر الأبيض المتوسط لعام 2009 ، تنافست في بطولة العالم 2009 دون أن تصل إلى الجولة النهائية. فازت بالميدالية الذهبية في بطولة أوروبا U23 لعام 2009 في ذلك الموسم. خلال موسم داخلي لعام 2011 ، شاركت في جولات التأهل لبطولة أوروبا لألعاب القوى الداخلية لعام 2011 دون الوصول إلى النهائي. حققت أفضل شخصية على ارتفاع 14.72 متر في يونيو 2011 في خانيا - وهي العلامة التي تحتلها في المرتبة الثالثة بين لاعبات اليونانية الثلاث ، بعد هريسوبي ديفيتسي وباراسكيفي تسياميتا. كانت هذه القفزة أيضًا ثاني أفضل قفزة على الإطلاق من قبل أوروبي تحت سن 23 عامًا بعد تسجيل آنا باتيخ 14.79 م. دافعت بنجاح عن الميدالية الذهبية في بطولة أوروبا تحت 23 عام 2011 في أوسترافا ، جمهورية التشيك.

## طرد من أولمبياد 2012
كانت باراسكيفي باباخريستو تتنافس في الألعاب الأولمبية الصيفية لعام 2012 ، لكنها طُردت من الفريق اليوناني في 25 يوليو 2012 بعد أن نشرت على حسابها على تويتر رسالة تمت ترجمتها إلى:
| باراسكيفي باباخريستو | مع وجود الكثير من الأفارقة في اليونان ... سوف يأكل بعوض غرب النيل على الأقل طعامًا محليًا !!! | باراسكيفي باباخريستو |

 كان هذا في إشارة إلى تفشي فيروس النيل الغربي في اليونان والذي تسبب في مرض خمسة أشخاص على الأقل وقتل شخص واحد.  التغريدة التي اعتذرت عنها لاحقًا لكونها مزحة مؤسفة ولا طعم لها ، أدانت من قبل اللجنة الأولمبية اليونانية باعتبارها تتعارض مع القيم والمثل العليا الأوليمبية.

## 2013 – 2016
في مايو 2013 ، علق الاتحاد اليوناني لألعاب القوى مزاياها الرياضية اعتبارًا من 4 يناير 2013 ، مشيرًا إلى أن فوائد الرياضيين ستتم إعادتها إذا بدأت التدريب مع مدرب معتمد واستأنفت منافسة عالية المستوى.. أخذت باباخريستو استراحة عن ممارسة الرياضة حتى عاجت في عام 2015 - بعد ولادة ابنتها - مع جورج بوماسكي كمدرب. في بطولة العالم للعام 2016 في بورتلاند ، فازت بالميدالية البرونزية في بطولة أوروبا في أمستردام. في الألعاب الأولمبية الصيفية في ريو دي جانيرو ، احتلت المركز الثامن.

## المسابقات الدولية
| العام        | المسابقة                                     | المكان                | المركز       | ملاحظة                                                           |
| تمثل اليونان | تمثل اليونان                                 | تمثل اليونان          | تمثل اليونان | تمثل اليونان                                                     |
| ------------ | -------------------------------------------- | --------------------- | ------------ | ---------------------------------------------------------------- |
| 2008         | بطولة العالم للناشئين لألعاب القوى 2008      | بيدغوشتش، بولندا      | 3rd          | 13.74 m ‏ (-0.8 m/s)                                              |
| 2009         | بطولة أوروبا لألعاب القوى داخل الصالات 2009  | تورينو، إيطاليا       | Final        | بطولة أوروبا لألعاب القوى داخل الصالات 2009 – سيدات قفز ثلاثي ‏   |
| 2009         | بطولة أوروبا لألعاب القوى تحت 23 سنة 2009    | كاوناس، ليتوانيا      | 1st          | 14.34 m ‏ (+0.3 m/s) (PB)                                         |
| 2009         | ألعاب البحر الأبيض المتوسط 2009              | بسكارا، إيطاليا       | 3rd          | 14.12 m ‏                                                         |
| 2011         | بطولة أوروبا لألعاب القوى تحت 23 سنة 2011    | أوسترافا، التشيك      | 1st          | 14.40 m ‏ (+1.2 m/s)                                              |
| 2011         | بطولة العالم لألعاب القوى 2011               | دايغو                 | 16th (sf)    | بطولة العالم لألعاب القوى 2011 – سيدات القفز الثلاثي ‏            |
| 2012         | بطولة أوروبا لألعاب القوى 2012               | هلسنكي                | 11th         | 13.89 m ‏                                                         |
| 2016         | بطولة العالم لألعاب القوى داخل الصالات 2016 ‏ | بورتلاند (أوريغون)    | 3rd          | 14.15 m ‏                                                         |
| 2016         | بطولة أوروبا لألعاب القوى 2016 ‏              | أمستردام              | 3rd          | 14.47 m ‏                                                         |
| 2016         | الألعاب الأولمبية الصيفية 2016               | ريو دي جانيرو         | 8th          | ألعاب القوى في الألعاب الأولمبية الصيفية 2016 – سيدات قفز ثلاثي ‏ |
| 2017         | بطولة أوروبا لألعاب القوى داخل الصالات 2017 ‏ | بلغراد                | 3rd          | بطولة أوروبا لألعاب القوى داخل الصالات 2017 – سيدات قفز ثلاثي ‏   |
| 2017         | بطولة العالم لألعاب القوى 2017               | لندن، المملكة المتحدة | 20th (sf)    | بطولة العالم لألعاب القوى 2017 – سيدات القفز الثلاثي ‏            |
| 2018         | بطولة العالم لألعاب القوى داخل الصالات 2018 ‏ | برمنغهام (إنجلترا)    | 6th          | 14.05 m ‏                                                         |
| 2018         | بطولة أوروبا لألعاب القوى 2018 ‏              | برلين                 | 1st          | 14.60 m ‏                                                         |
| 2018         | كأس العالم لألعاب القوى 2018 ‏                | أوسترافا، التشيك      | 3rd          | 14.22 m ‏                                                         |
| 2019         | بطولة أوروبا لألعاب القوى داخل الصالات 2019 ‏ | غلاسكو                | 2nd          | بطولة أوروبا لألعاب القوى داخل الصالات 2019 – سيدات قفز ثلاثي ‏   |

## أفضل الأرقام الشخصية
| تاريخ           | الحدث              | المكان                | الرقم الشخصي |
| --------------- | ------------------ | --------------------- | ------------ |
| 8 June 2016     | قفز ثلاثي          | فيلوثي, Greece        | 14.73 m      |
| 3 March 2019    | قفز ثلاثي (indoor) | غلاسكو, Great Britain | 14.50 m      |
| 15 June 2012    | قفز طويل           | أثينا, Greece         | 6.60 m       |
| 4 February 2016 | قفز طويل (indoor)  | بيرايوس, Greece       | 6.44 m       |

## الروابط الخارجية
- باراسكيفي باباخريستو على موقع الاتحاد الدولي لألعاب القوى (الإنجليزية)
- باراسكيفي باباخريستو على موقع الدوري الماسي (الإنجليزية)
- باراسكيفي باباخريستو على موقع اللجنة الأولمبية الدولية (الإنجليزية)
- باراسكيفي باباخريستو على موقع أوليمبيديا (الإنجليزية)

- IAAF profile